# Bastard Out of Carolina
Pour plus de détails, voir Fiche technique et Distribution.
Bastard Out of Carolina est un téléfilm américain réalisé par Anjelica Huston, sorti en 1996.

## Synopsis
Une veuve et sa fille font la connaissance d'un nouvel homme.

## Fiche technique
- Titre : Bastard Out of Carolina
- Réalisation : Anjelica Huston
- Scénario : Anne Meredith d'après le livre de Dorothy Allison
- Photographie : Anthony B. Richmond
- Musique : Van Dyke Parks
- Pays d'origine : États-Unis
- Format : Couleurs - 1,33:1 - Dolby
- Genre : drame
- Durée : 98 minutes
- Date de première diffusion : 1996

## Distribution
- Jennifer Jason Leigh : Anney
- Ron Eldard : Glen Waddell
- Glenne Headly : Ruth
- Lyle Lovett : Wade
- Jena Malone : Bone
- Dermot Mulroney : Lyle Parsons
- Christina Ricci : Dee Dee
- Michael Rooker : Earle
- Diana Scarwid : Raylene
- Susan Traylor : Alma
- Grace Zabriskie : Granny
- Pat Hingle : Mr Waddell
- Joe Maggard : l'homme dans le café
- Sonny Shroyer : Shériff
- J. C. Quinn : Officier
- Laura Dern : Narratrice (voix)